# Dogrel
Dogrel è l'album di debutto in studio della band post-punk di Dublino Fontaines D.C. . È stato pubblicato dalla Partisan Records il 12 aprile 2019 su cassette, CD, vinile e download digitale.

## Accoglienza e critiche
| Recensione           | Giudizio |
| -------------------- | -------- |
| AllMusic             |          |
| Clash                |          |
| DIY                  |          |
| Dork                 |          |
| The Guardian         |          |
| The Irish Times      |          |
| The Line of Best Fit |          |
| Mojo                 |          |
| NME                  |          |
| Paste                |          |
| Pitchfork            |          |
| Q                    |          |
| The Times            |          |
| Uncut                |          |
| AnyDecentMusic?      |          |
| Metacritic           |          |

Alla sua uscita, Dogrel ha ricevuto un plauso generale dalle riviste specializzate. Sul sito web aggregatore di recensioni Metacritic, Dogrel ha una valutazione media ponderata di 87 su 100 sulla base di 16 recensioni della critica, mentre sull'altro sito web aggregatore di recensioni AnyDecentMusic? l'album ha una valutazione media di 8.5 su 10.
L'album ha ricevuto elogi dal The Guardian, sul quale Ben Beaumont-Thomas ne ha elogiato il lirismo, e da Tom Connock di NME, mentre Robin Murray di The Skinny ha espressamente elogiato la moltitudine di emozioni che l'album evoca descrivendo Dogrel come "allo stesso tempo travolgente e tenero, caustico e rassicurante, un'esplosione di rabbia della classe operaia che si sviluppa articolata mantenendo il suo ululato primordiale".
Stuart Berman di Pitchfork paragona Dogrel e i Fontaines D.C. ai gruppi post-punk britannici contemporanei IDLES e Shame, sottolineando comunque le caratteristiche peculiari della band irlandese nell'amore dei suoi membri per la poesia di Joyce e negli attacchi di doppia chitarra che mentre esprimono rabbia e conflitto strizzano l'occhio al garage punk e al surf rock degli anni '60 e al Rock and roll delle origini.
L'album è stato candidato al Premio Mercury 2019.

## Tracce
Testi e musiche di Fontaines D.C..
1. Big – 1:46
2. Sha Sha Sha – 2:32
3. Too Real – 4:08
4. Television Screens – 4:00
5. Hurricane Laughter – 4:50
6. Roy's Tune – 3:00
7. The Lotts – 4:56
8. Chequeless Reckless – 2:16
9. Liberty Belle – 2:32
10. Boys in the Better Land – 5:00
11. Dublin City Sky – 4:54

## Formazione

### Gruppo
- Grian Chatten - voce, tamburello
- Carlos O'Connell - chitarra, chitarra baritona (1), pianoforte (3), uchia music easel (5), cori (9)
- Conor Curley - chitarra, chitarra baritona (8, 10), chitarra Nashville (4), Chord organ (5), cori (8, 9)
- Conor Deegan III - basso, pianoforte (4), chitarra baritona (5), chitarra surf (8), sintetizzatore Jupiter (7), cori (8)
- Tom Coll - batteria, tamburello (8, 10), percussioni (2)

### Produzione
- Dan Carey - produzione, missaggio, Swarmatron (3, 5, 7), sequencer (7)
- Alexis Smith - tecnico del suono
- Christina Wright - mastering
- Bruce Davidson - fotografia (copertina)
- Richard Dumas - fotografia (copertina internae)
- Matt de Jong - grafica